# مارک موزس
مارک موزس (به انگلیسی: Mark Moses) (زاده ۲۴ فوریه ۱۹۵۸) بازیگر آمریکایی است. از کارهایی که در آن به ایفای نقش پرداخته‌است، می‌توان به فیلم خانه مامان بزرگ ۲، شرکت ترس و سریال کدبانوهای وامانده اشاره کرد.